# Taça dos Campeões Europeus de Hóquei em Patins de 1968-1969
A Taça dos Campeões Europeus de Hóquei em Patins de 1969 foi a 4ª edição da Taça dos Campeões.

## Equipas participantes
| País               | Clube         | Classificação                              |
| ------------------ | ------------- | ------------------------------------------ |
| Alemanha Ocidental | IGR Remscheid | Campeão da Liga Alemã-Ocidental de 1967/68 |
| Espanha            | Reus Deportiu | Campeão Europeu de 1967/68                 |
| Espanha            | CP Vilanova   | Vencedor da Taça Generalíssimo de 1967/68  |
| França             | US Coutras    | Campeão da Liga Francesa de 1967/68        |
| Itália             | HC Monza      | Campeão da Liga Italiana de 1967/68        |
| Portugal           | SL Benfica    | Campeão da Liga Portuguesa de 1968         |
| Suíça              | RS Zurique    | Campeão da Liga Suíça de 1967/68           |

## Jogos

### Esquema
|  | Quartas de final | Quartas de final | Quartas de final | Quartas de final |            |            | Semifinais | Semifinais | Semifinais |               |   | Final | Final | Final |
|  |                  |                  |                  |                  |            |            |            |            |            |               |   |       |       |       |
|  | 1                | Réus Deportiu    |                  |                  |            |            |            |            |            |               |   |       |       |       |
|  | 8                |                  |                  |                  |            |            |            |            |            |               |   |       |       |       |
|  |                  | Réus Deportiu    | 8                | 9                |            |            |            |            |            |               |   |       |       |       |
|  |                  |                  |                  |                  |            |            |            |            |            |               |   |       |       |       |
|  |                  | Remscheid        | 2                | 3                |            |            |            |            |            |               |   |       |       |       |
|  | 4                | Remscheid        | 2                | 3                | Remscheid  | 5          | fc         |            |            |               |   |       |       |       |
|  | 4                |                  |                  |                  | Remscheid  | 5          | fc         |            |            |               |   |       |       |       |
|  | 5                | Zurique          | 0                |                  |            |            |            |            |            |               |   |       |       |       |
|  | 5                | Zurique          | 0                |                  |            |            |            |            |            | Réus Deportiu | 7 | 0     |       |       |
|  |                  |                  |                  |                  |            |            |            |            |            |               | 7 | 0     |       |       |
|  |                  | SL Benfica       | 1                | 3                |            |            |            |            |            |               |   |       |       |       |
|  | 3                | SL Benfica       | 1                | 3                | US Coutras | 5          | 2          |            |            |               |   |       |       |       |
|  | 3                |                  |                  |                  | US Coutras | 5          | 2          |            |            |               |   |       |       |       |
|  | 6                | SL Benfica       | 9                | 7                |            |            |            |            |            |               |   |       |       |       |
|  | 6                | SL Benfica       | 9                | 7                |            | SL Benfica | 1          | 2          |            |               |   |       |       |       |
|  |                  |                  |                  |                  |            | SL Benfica | 1          | 2          |            |               |   |       |       |       |
|  |                  | Villanueva       | 0                | 2                |            |            |            |            |            |               |   |       |       |       |
|  | 2                | Villanueva       | 0                | 2                | Villanueva | 6          | 4          |            |            |               |   |       |       |       |
|  | 2                |                  |                  |                  | Villanueva | 6          | 4          |            |            |               |   |       |       |       |
|  | 7                | Hockey Monza     | 0                | 5                |            |            |            |            |            |               |   |       |       |       |
|  | 7                | Hockey Monza     | 0                | 5                |            |            |            |            |            |               |   |       |       |       |

### Quartos-de-final
| Equipa 1              | Total     | Equipa 2   | 1.ª Mão | 2.ª Mão |
| --------------------- | --------- | ---------- | ------- | ------- |
| Remscheid             | 5-0 (w/o) | RS Zurique | -       | -       |
| US Coutras            | 7-16      | SL Benfica | 5-9     | 2-7     |
| CP Vilanova           | 10-5      | HC Monza   | 6-0     | 4-5     |
| Isento: Reus Deportiu |           |            |         |         |

### Meias-finais
| Equipa 1      | Total | Equipa 2    | 1.ª Mão | 2.ª Mão |
| ------------- | ----- | ----------- | ------- | ------- |
| Reus Deportiu | 17-5  | Remscheid   | 8-2     | 9-3     |
| SL Benfica    | 3-2   | CP Vilanova | 1-0     | 2-2     |

### Final
| Equipa 1      | Total | Equipa 2   | 1.ª Mão | 2.ª Mão |
| ------------- | ----- | ---------- | ------- | ------- |
| Reus Deportiu | 7-4   | SL Benfica | 7-1     | 0-3     |

| Campeão Europeu 1969       |
| -------------------------- |
|                            |
| RÉUS DEPORTIU (3.º título) |

### Internacional
- Ligações para todos os sítios de hóquei
- Mundook- Sítio com notícias de todo o mundo do hóquei
- Hoqueipatins.com - Sítio com todos os resultados de Hóquei em Patins